# Robiquetia anceps
Robiquetia anceps är en orkidéart som beskrevs av Johannes Jacobus Smith. Robiquetia anceps ingår i släktet Robiquetia och familjen orkidéer. Inga underarter finns listade i Catalogue of Life.